# Episparis homoeosema
Episparis homoeosema là một loài bướm đêm trong họ Erebidae.